# Carrer d'Aribau
El carrer d'Aribau és una via urbana de Barcelona, que es troba als barris de l'Antiga Esquerra de l'Eixample i de Sant Gervasi - Galvany. Comença a la ronda de Sant Antoni i finalitza a la Via Augusta.

## Història
Des de l'1 d'abril de 1865, el seu tram principal, corresponent al carrer núm. 24 del plànol d'Ildefons Cerdà està dedicat a Bonaventura Carles Aribau (1798 - 1862), escriptor considerat l'iniciador de la Renaixença, corrent ideològic i literari català. Tanmateix, l'actual carrer tenia altres noms fora de l'Eixample. Així, des del 5 de setembre de 1907, part del quart tros era el carrer de Lanuza; des del 1900 aproximadament, el tercer tros era el carrer de Prim; des del 27 de setembre de 1876, part del quart tros era el carrer de Bosch; des del 1883 aproximadament, part del segon tros era el carrer de Carmen; des del 5 de setembre de 1907, part part del segon tros era el carrer de Bellini.
Per a l'obertura del carrer, a més de suposar la desaparició dels carrers de Prim, del Lledoner i de Lanuza, que coincidien en el seu traçat, també es van enderrocar força cases i part del convent de les Dames Negres, de les Germanes del l'Infant Jesús. La part alta del carrer, entre la Diagonal i la Via Augusta, no va ser projectada per Ildefons Cerdà i es va urbanitzar anys més tard, després de l'agregació de Sant Gervasi de Cassoles a Barcelona, a partir de 1928. El tram entre la Travessera de Gràcia i la Via Augusta no es va acabar d'obrir fins als anys 1960, que es construïren edificis de sis o més plantes d'alçària, de caràcter residencial per a famílies de classe mitjana alta.
El 1929 es construí l'edifici David, entre la Diagonal i la Travessera de Gràcia, un edifici industrial inspirat en l'Escola de Chicago, obra d'Ignasi Mas Morell.
Actualment és una de les principals vies de trànsit de Galvany, en sentit mar-muntanya (la veïna Muntaner ho és de muntanya-mar). Hi ha comerç i diversos establiments i discoteques, mantenint però el caràcter residencial.